# Nero (Federico Poggipollini)
Nero è il quarto album del chitarrista italiano Federico Poggipollini, pubblicato il 26 maggio 2015.
È stato registrato tra Berkeley (California) e Bologna, precisamente agli East Bay Recorders, al Big Studio ed allo studio Villa Mazzacorati.
In questo album è presente per la prima volta il nome ufficiale (The Crumars) della band che accompagnerà Federico in tutte le date del tour di presentazione del disco.
La formazione della band è composta da Alberto Linari (tastiere), Giorgio Santisi (basso) e Ivano Zanotti (batteria).
La prima parte di presentazione dell'album si è svolta tramite un tour nei maggiori store italiani, dove Federico ha firmato copie e rilasciato interviste.
Nell'estate 2015 è cominciato il "Nero Tour", il quale porterà Federico e i The Crumars ad esibirsi in vari locali italiani.

## Tracce
1. Religione – 3:30
2. La più bella del bordello – 3:06
3. Un giorno come un altro – 3:37
4. I mostri – 3:18
5. Solo un difetto – 3:26
6. Solamente un'ora – 4:23
7. Nero – 4:37
8. Per le strade di New York – 4:59
9. Fantasma di periferia – 3:31
10. Vita nelle vene – 6:58